# Kruševa Glava
Kruševa Glava (cyr. Крушева Глава) – wieś w Serbii, w okręgu pczyńskim, w mieście Vranje. W 2011 roku liczyła 89 mieszkańców.